# Far East Suite
Albums de Duke Ellington
The Popular Duke Ellington
(1967) ...And His Mother Called Him Bill
(1968)
Far East Suite est un album du musicien de jazz Duke Ellington enregistré en 1966 et sorti en 1967. Il remporta un Grammy en 1967 .
En 1999, il a reçu le Grammy Hall of Fame Award.

## Nom de l'album
Pour les critiques Richard Cook et Brian Morton, le titre de l'album (Suite de l'Extrême-Orient) fut mal choisi : "on aurait dû l'appeler le The Near East Suite" (Suite du Moyen-Orient). En effet seul le titre "Ad Lib on Nippon", inspiré par une tournée au Japon en 1964, est en lien avec un pays de l'Extrême-Orient.

## Titres
| 1.                  | Tourist Point of View               | 5:09  |
| 2.                  | Bluebird of Delhi (Mynah)           | 3:18  |
| 3.                  | Isfahan                             | 4:02  |
| 4.                  | Depk                                | 2:38  |
| 5.                  | Mount Harissa                       | 7:40  |
| 6.                  | Blue Pepper (Far East of the Blues) | 3:00  |
| 7.                  | Agra                                | 2:35  |
| 8.                  | Amad                                | 4:26  |
| 9.                  | Ad Lib on Nippon                    | 11:34 |
| 10.                 | Tourist Point of View               | 4:58  |
| 11.                 | Bluebird of Delhi (Mynah)           | 3:08  |
| 12.                 | Isfahan                             | 4:11  |
| 13.                 | Amad                                | 4:15  |
| 1:00:54 (réédition) |                                     |       |

## Musiciens
- Duke Ellington – piano
- Mercer Ellington – trompette, bugle
- Herbie Jones – trompette, bugle
- William Cat Anderson – trompette
- Cootie Williams – trompette
- Lawrence Brown – trombone
- Buster Cooper – trombone
- Chuck Connor – trombone
- Johnny Hodges – saxophone alto
- Russell Procope – saxophone alto, clarinette
- Jimmy Hamilton – saxophone ténor, clarinette
- Paul Gonsalves – saxophone ténor
- Harry Carney – saxophone baryton
- John Lamb – contrebasse
- Rufus Jones – batterie